# Pierre Jean Jouve
Pierre Jean Jouve (Arras, 11 de octubre de 1887 - París, 8 de enero de 1976) fue un poeta y novelista francés. Nominado en varias ocasiones para el Premio Nobel de Literatura. Fue galardonado con el Gran Premio de Poésie de la Academia Francesa en 1966.
Renegó pronto de sus primeros versos, de inspiración unanimista, y continuó en solitario la elaboración de una obra austera, que tenía para él una justificación más existencial que literaria. Cercano a los problemas de la condición humana, del pecado, del amor, de la muerte: Bodas (1931, Sudor de sangre (1933). Profundizando en sus contradicciones paulatinamente, este ser dividido entre el erotismo y el misticismo continuó la iniciativa de Baudelaire y se esforzó por hacer brotar la belleza "de lo feo de nuestro terrible horror", pero nunca intentó despojar su versículo o su alejandrino de las escorias que tal vez eran las que le daban su verdadera autenticidad: Materia celeste (1936), Diadema (1949), Moiras (1959). Entre sus novelas destaca Paulina 1880 (1925). Fue también autor, junto con Georges Pitoëff, de una de las traducciones francesas de referencia de Romeo y Julieta, de William Shakespeare.

## Obras
- Paulina 1880 (1925)
- Les Noces (1928)
- L'Aventure de Catherine Crachat (1928-1931)
- Sueur de sang (1933)
- Diadème (1949)
- Mélodrame (1954)
- Invention (1959)
- Ténèbres (1964)